# Philip Tagg
Philip Tagg, né le 22 février 1944 à Northamptonshire et mort le 9 mai 2024, est un musicologue, pionnier dans l'étude des musiques populaires. Il fait partie en 1981 des fondateurs de l'IASPM, l'Association internationale d'étude des musiques populaires.

## Biographie
Philip Tagg étudie d'abord la musique à Cambridge puis à l'université de Manchester. Il déménage en Suède en 1966, où de 1971 à 1991, il est chercheur à l’université de Göteborg. Il présente en 1979 une thèse de doctorat sur l’analyse sémiologique de la musique de télévision,,. En 1981, il est cofondateur de l’Association internationale pour l’étude des musiques populaires (IASPM). En 1991, il revient à Liverpool pour participer à la création d'une Encyclopédie de la musique populaire du monde (EPMOW),, il donne aussi des cours à l’Institut de musique populaire de l’université de Liverpool de 1993 à 2002, date à laquelle il déménage au Canada, où il est nommé professeur de musicologie à l’Université de Montréal. Il y enseigne jusqu'à sa retraite en 2009. Il est décédé des suites d'une brève maladie le 9 mai 2024, à l'âge de 80 ans.